# Yarabi
Yarabi — румунський гурт, що працює в напрямках данс-поп і хауз. Сформований в 2005 році. Перший їхній сингл, «Yarabi», отримав звання хіта в Польщі, Іспанії, Італії та Туреччини, а так само став мега-хітом на радіостанціях Німеччини, Великої Британії та Франції.